# Leigh Aziz
Leigh Aziz, née le 28 février 1979 à New York, est une joueuse américaine de basket-ball.

## Biographie
Coéquipière d'Audrey Sauret-Gillespie à Parme la saison précédente, elle signe juste avant le début de saison à Lyon. Son équipière Élodie Bertal enceinte, son interim est prolongé toute la saison.
Après quelques matches WNBA en 2003 avec le Fever, Aziz effectue la pré-saison 2005 du Sting de Charlotte mais n'est pas conservée.